# Producción de ajo en China

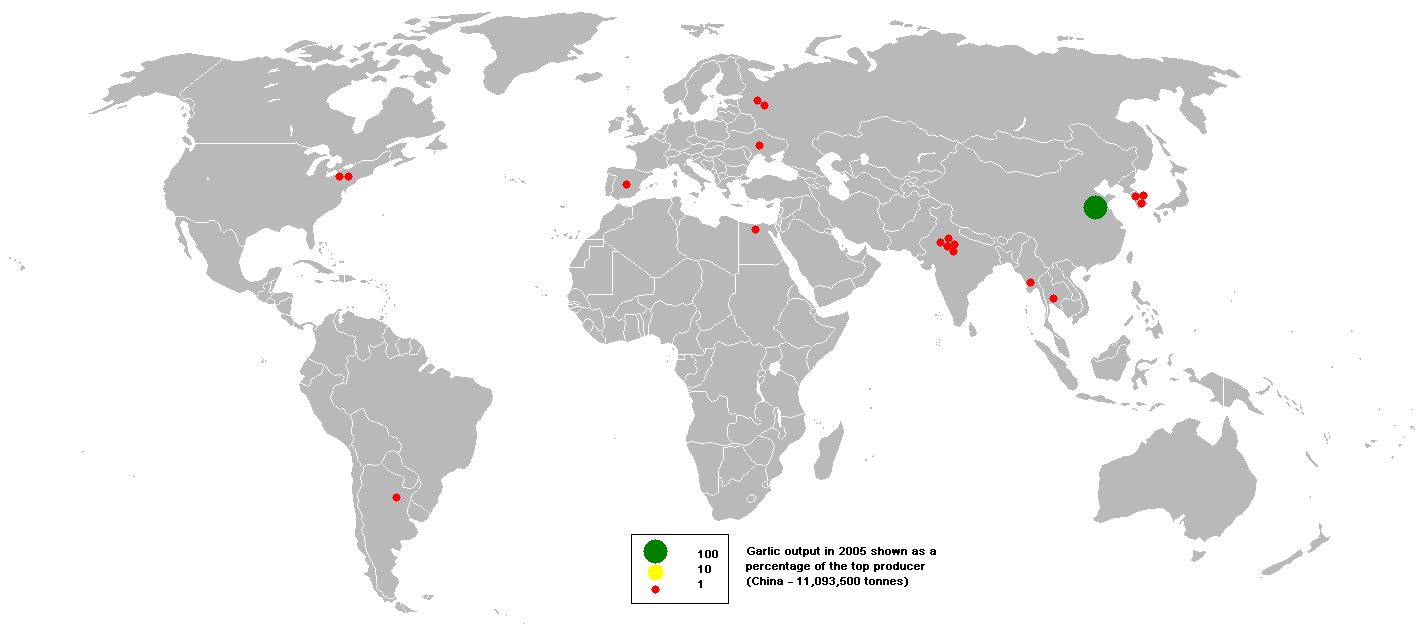
Producción de ajo en el 2005 mostrada como porcentual de lo que produce China.

La producción de ajo en China es importante para la industria mundial del ajo, ya que China proporciona el 80% de la producción mundial total y es el principal exportador. Después de China, otros productores importantes de ajo incluyen India (5% de la producción mundial) y Bangladés (1%). A partir de 2016, China produjo 21 millones de toneladas anuales.

## Producción
En el 2016, China era el mayor productor de ajo del mundo, produciendo el 80% del suministro mundial. La mayor parte del ajo de China se produce en Shandong, una provincia en la costa este, ubicada al sureste de Beijing; en especial, Jinxiang es denominada "la capital mundial del ajo".

### Métodos
| País                                                                       | Producción (toneladas) |
| -------------------------------------------------------------------------- | ---------------------- |
| China                                                                      | 21,197,131             |
| India                                                                      | 1,400,000              |
| Bangladés                                                                  | 381,851                |
| Unión Europea                                                              | 302,074                |
| Egipto                                                                     | 280,216                |
| Corea del Sur                                                              | 275,549                |
| Rusia                                                                      | 262,211                |
| World                                                                      | 26,573,001             |
| Puede incluir datos oficiales, semioficiales o estimados. Fuente: NU - FAO |                        |

Si bien el ajo (Allium sativum) se produce principalmente para dar sabor a los alimentos, sus usos también se destacan por sus cualidades para promover la buena salud. Su cultivo en China se remonta a un largo período, se cree que fue traído de Mongolia y la variedad cultivada se conoce como suan. La propagación del ajo se realiza mediante métodos vegetativos mediante el uso de segmentos de dientes (que están cubiertos con una vaina protectora) formados dentro de los bulbos, ya que no producen semillas; un bulbo de ajo tiene diez hojas que están unidas al eje central de la planta. La parte de almacenamiento de la planta de ajo es el diente y no las hojas. Los dientes se forman claramente cuando las raíces y las hojas se extinguen. Su olor lo produce la anicina, un compuesto orgánico de azufre.
El ajo crece mejor en regiones con variaciones de temperatura de 12 a 24 °C. Tiene raíces poco profundas y, por lo tanto, es esencial una buena condición de drenaje, especialmente cuando se cultiva en suelos arenosos. El uso de productos químicos para el control de plagas se realiza después de las pruebas de campo. La enfermedad común del ajo es la podredumbre del moho azul, particularmente notoria cuando se almacena en contenedores sellados. La planta se cosecha cuando las hojas se extinguen. Se sacan con máquinas y se almacenan en seco después de eliminar la variedad podrida, y luego se someten a un proceso de curado. Puede conservarse mediante un almacenamiento adecuado durante hasta 6 meses, y la variedad de siembra se almacena en un rango de temperatura de 5 a 10 °C.